# 刀剣ワールド名古屋・丸の内
「刀剣ワールド名古屋・丸の内 別館」（とうけんわーるどなごや・まるのうち べっかん）は、愛知県名古屋市中区丸の内二丁目1番33号 東建本社丸の内ビルの１Ｆと２Fにある美術品を展示した施設である。日本刀や甲冑などの保存・継承を目的に、日本刀をはじめ、甲冑、槍、薙刀、火縄銃などを無料で公開している。

## 概要
名古屋刀剣博物館「名古屋刀剣ワールド」の開館（2024年開館）に先駆け、一般財団法人刀剣ワールド財団が所蔵する美術品の一部を、東建コーポレーションの本社丸の内ビル１階と2階に展示。同法人が三重県桑名市多度町にある「ホテル多度温泉」の館内にも「刀剣ワールド桑名・多度 別館」を開設し、日本刀や甲冑などを無料展示している。　

## 沿革
- 2017年８月　「刀剣コレクション名古屋・丸の内」開館[6]
- 2022年５月　「刀剣ワールド名古屋・丸の内」へ名称変更
- 2024年４月　リニューアルで展示面積を約5.7倍に拡張

## 展示内容
- 日本刀、甲冑、槍、薙刀、火縄銃などといった美術品の展示[2]

## 主な収蔵品

### 重要美術品
- 刀　無銘　伝備前真守
- 刀　金粉銘　来国俊
- 刀　銘　（葵紋）於武州江戸越前康継

### 特別重要刀剣
- 太刀　銘　吉用
- 刀　銘　越後守藤原国儔
- 刀　銘　繁慶

### 重要刀剣
- 刀　無銘　伝安綱

### 特別保存刀剣
- 刀　銘　於武刕（州）江府大和守安定作

### 槍
- 大身槍　銘　尾州住兼武
- 槍　銘　村正

### 拵
- 青貝微塵塗鞘 打刀拵
- 黒蝋色鞘打刀拵

### 甲冑
- 紅卯の花金小札違縅大袖具足
- 色々縅二枚胴具足（薩摩藩八代藩主 島津重豪所用）
- 金小札色々縅二枚胴具足（岡部家伝来）
- 桶側胴朱色具足
- 黒漆五枚胴茶金色縅具足（伊達家伝来）
- 鉄革交ぜ金箔押し本小札紺糸毛引縅二枚胴具足
- 鉄錆色漆塗紅糸縅胸取腰取桶側二枚胴具足
- 鉄黒漆塗り桶側胴と同仕立ての陣笠
- 鉄黒漆塗紅糸綴り碁石頭桶側二枚胴具足
- 金切付札紅糸縅段替二枚胴具足
- 烏帽子形兜魚鱗具足
- 紺糸縅二枚胴具足（鬼の前立）
- 紫糸裾紺威胴丸
- 鉄黒漆塗胸取桶側色々縅二枚胴具足
- 鉄黒漆塗胸取互ノ目頭桶側二枚胴具足
- 鉄錆地六十二間小星兜 鉄錆地山道頭二枚胴具足
- 鉄錆地六十二間筋兜 鉄錆地南蛮胴具足
- 南蛮胴具足
- 鉄錆地六十二間筋兜本小札紺糸縅具足
- 鉄黒漆塗十八間筋兜縦矧桶側胴具足

### 火縄銃
- 火縄式銃砲　鍛惣二重巻張　駿陽住御鉄砲師　石田勘蔵藤原之重作
- 火縄式銃砲　摂州住井上
- 火縄式銃砲　仙台住木田市郎右衛門定幸
- 短銃　武州江戸住榎並屋重継（花押）

### 鞍
- 無銘　雲龍文蒔絵鐙

### 美術品
- 金梨地蜂須賀万字紋蒔絵太刀筒

## アクセス
- 名古屋市営地下鉄 桜通線・鶴舞線 「丸の内駅」下車、1番出口より徒歩約1分
- 名古屋市営バス（幹名駅1号系統）｢外堀通｣バス停下車、徒歩約4分
- 名古屋市営バス（幹名駅1号系統・名駅14号系統）｢愛知県図書館｣バス停下車、徒歩約5分

## 開館日・開館時間
- 開館日は月曜日～金曜日（平日）
- 開館時間は9時30分から17時30分まで（入館は16:30まで）
- 土曜日、日曜日、祝日、年末年始、夏季休暇は休館

## 入館料
無料